# Девід Шиппер
Девід Шиппер (англ. David Schipper; нар. 27 вересня 1991, Сан-Дієго, Каліфорнія, США) — професійний футболіст та тренер, виступав на позиції півзахисника.